# نورمن فاولر، بارون فاولر
پیتر نورمن فاولر، بارون فاولر (انگلیسی: Norman Fowler, Baron Fowler؛ زادهٔ ۲ فوریهٔ ۱۹۳۸) سیاست‌مدار بریتانیایی است که عضو کابینه مارگارت تاچر بود. او هم‌اکنون لردِ رئیس است و این سمت را که معادل رئیس مجلس لردهای بریتانیاست از سپتامبر ۲۰۱۶ بر عهده دارد.